# Bulbostylis setacea
Bulbostylis setacea là một loài thực vật có hoa trong họ Cói. Loài này được (Griseb.) Svenson mô tả khoa học đầu tiên năm 1946.